# Брувелис, Угис
Угис Брувелис (латыш. Uģis Brūvelis; род. 28 июня 1971, Талсинский район) — латвийский легкоатлет, специалист по спортивной ходьбе. Выступал за сборную Латвии по лёгкой атлетике в 2000-х годах, победитель и призёр первенств национального значения, участник летних Олимпийских игр в Сиднее.

## Биография
Угис Брувелис родился 28 июня 1971 года в Балгальской волости Талсинского района Латвийской ССР.
Занимался спортивной ходьбой под руководством тренера Яниса Волайса.
Впервые заявил о себе в лёгкой атлетике на международном уровне в сезоне 2000 года, когда вошёл в состав латвийской национальной сборной и выступил на Кубке Европы по спортивной ходьбе в Айзенхюттенштадте, где на дистанции 50 км занял итоговое 27-е место. Благодаря череде удачных выступлений удостоился права защищать честь страны на летних Олимпийских играх в Сиднее — в той же дисциплине показал результат 4:11:41, расположившись в итоговом протоколе соревнований на 35-й строке.
После сиднейской Олимпиады Брувелис остался действующим спортсменом и продолжил принимать участие в крупнейших международных стартах. Так, в 2001 году в ходьбе на 50 км он занял 27-е место на Кубке Европы в Дудинце, закрыл тридцатку сильнейших на чемпионате мира в Эдмонтоне.
В 2002 году в дисциплине 50 км финишировал 19-м на чемпионате Европы в Мюнхене.
На Кубке Европы 2003 года в Чебоксарах в ходьбе на 50 км пришёл к финишу 23-м.
В 2005 году был 30-м на дистанции 50 км на Кубке Европы в Мишкольце.
В мае 2006 года на соревнованиях в испанской Ла-Корунье установил свой личный рекорд в ходьбе на 50 км — 3:58:50. Также в этом сезоне отметился выступлением на чемпионате Европы в Гётеборге, где занял итоговое 18-е место.
На Кубке Европы 2007 года в Ройал-Лемингтон-Спа был дисквалифицирован в ходе прохождения дистанции в 50 км и не показал никакого результата.
Окончил Кандавский сельскохозяйственный техникум. По профессии — рекламный агент.